# Alexander Kuznetsov
Alexander Gennadyevich Kuznetsov (em russo:  Александр Геннадьевич Кузнецов; 1 de novembro de 1973) é um matemático russo, que trabalha com geometria algébrica. Trabalha no Instituto de Matemática Steklov e no
Graduado em 1990 pela Moscow State School 57. Obteve um doutorado em 1998 na Universidade Estatal de Moscou, orientado por Alexei Kostrikin e Alexei Bondal, com a tese Vector bundles on Fano threefolds, instantons and birational transforms.
Foi palestrante convidado do Congresso Internacional de Matemáticos em Seul (2014: Semiorthogonal decompositions in algebraic geometry).
Para o Congresso Internacional de Matemáticos de 2022 em São Petersburgo está listado como palestrante plenário.

## Publicações selecionadas
- Homological projective duality, Publications Mathematiques de L’IHES, 105, n. 1 (2007), 157-220.
- Base change for semiorthogonal decompositions, Compositio Mathematica, V. 147 (2011) N. 3, 852–876.
- Derived categories of Fano threefolds, Proc. V.A.Steklov Inst. Math, V. 264 (2009), p. 110–122.
- Derived categories of quadric fibrations and intersections of quadrics, Advances in Mathematics 218 (5), 1340-1369.